# 20. (Bayerisches) Infanterie-Regiment (Reichswehr)
20. (Bayerisches) Infanterie-Regiment war die Bezeichnung eines Regiments der Reichswehr mit Regimentsstab in Regensburg  (vgl.: Bayerische Reichswehr).

## Geschichte
Das Regiment wurde am 1. Januar 1921 aus den Reichswehr-Infanterie-Regimentern 45, 47 und 48 des Übergangsheeres gebildet. Am 29. Mai 1922 erhielt das Regiment zusätzlich zu seinem Namen die landsmannschaftliche Bezeichnung „Bayerisches“.
Es beteiligte sich geschlossen an der Niederschlagung des Hitlerputsches. Das III. Bataillon verblieb aus Sicherheitsgründen bis Ende November 1923 in München. Alle anderen Truppenteile waren bereits zuvor wieder aus der Landeshauptstadt abgezogen worden und in die Garnisonen zurückgekehrt.
Im Zuge der Vergrößerung der Reichswehr wurde das Regiment 1934 in der ersten Aufstellungswelle geteilt und daraus das Infanterie-Regiment Regensburg und das Infanterie-Regiment Amberg gebildet.
Die Uniform des Regiments trug General der Infanterie Arnold Ritter von Möhl.

### Garnisonen
- Regensburg: Regimentsstab, I. Bataillon mit Stab und 13. (MW)-Kompanie
- Ingolstadt: II. Bataillon mit Stab
- Passau: III. Bataillon mit Stab
- Amberg: Ausbildungs-Bataillon

### Kommandeure
| Nr. | Name                                    | Beginn der Berufung | Ende der Berufung |
| --- | --------------------------------------- | ------------------- | ----------------- |
| 1.  | Oberst Ludwig Leupold                   | 1. Januar 1921      | 31. Oktober 1921  |
| 2.  | Oberst Adolf Herrgott                   | 1. November 1921    | 31. Oktober 1923  |
| 3.  | Oberst Johann Ritter von Schmidtler     | 1. November 1923    | 31. Januar 1927   |
| 4.  | Oberst Hugo von Wenz zu Niederlahnstein | 1. Februar 1927     | 31. Oktober 1928  |
| 5.  | Oberst Albrecht Steppuhn                | 1. November 1928    | 30. Juni 1929     |
| 6.  | Oberst Friedrich Ritter von Kieffer     | 1. Juli 1929        | 31. Januar 1931   |
| 7.  | Oberst Maximilian Schwandner            | 1. Februar 1931     | 31. Januar 1933   |
| 8.  | Oberst Fritz Willich                    | 1. Februar 1933     | 31. Oktober 1934  |

## Organisation

### Verbandszugehörigkeit
Das Regiment unterstand dem Infanterieführer VII der 7. (Bayerischen) Division in München.

### Gliederung
Das Regiment bestand neben dem Regimentsstab mit Nachrichtenstaffel aus
I. Bataillon mit Stab und Nachrichtenstaffel, hervorgegangen aus dem Reichswehr-Infanterie-Regiment 48,
II. Bataillon mit Stab und Nachrichtenstaffel, hervorgegangen aus dem Reichswehr-Infanterie-Regiment 48,
III. Bataillon mit Stab und Nachrichtenstaffel, hervorgegangen aus dem Reichswehr-Infanterie-Regiment 45,
Ergänzungs-Bataillon, ab 23. März 1921 Ausbildungs-Bataillon, hervorgegangen aus dem Reichswehr-Infanterie-Regiment 47.
Jedes Feld-Bataillon gliederte sich zu drei Kompanien zu je drei Offizieren und 161 Unteroffizieren und Mannschaften (3/161) sowie einer MG-Kompanie (4/126). Insgesamt bestand ein Bataillon aus 18 Offizieren und Beamten (einschließlich Sanitätsoffizieren) und 658 Mann.

## Bewaffnung und Ausrüstung

### Hauptbewaffnung
Die Schützen waren mit dem Karabiner K98a ausgerüstet. Jeder Zug besaß ein leichtes Maschinengewehr MG 08/15.
In den MG-Kompanien bestanden jeweils der 1. Zug aus drei Gruppen mit drei schweren Maschinengewehren MG 08 auf Lafette, vierspännig gezogen, der 2. bis 4. Zug aus drei Gruppen mit drei schweren Maschinengewehren MG 08 auf Lafette, zweispännig gezogen.
Die schwersten Waffen des Regiments waren die Minenwerfer in der 13. Kompanie. Der 1. Zug war mit zwei mittleren Werfern 17 cm, vierspännig gezogen, ausgerüstet, der 2. und 3. Zug mit drei leichten Werfern 7,6 cm, zweispännig gefahren.

## Sonstiges

### Traditionsübernahme
Das Regiment übernahm 1921 die Tradition der alten Regimenter.
- 1. und 2. Kompanie: 11. Infanterie-Regiment „von der Tann“
- 3. Kompanie: 23. Infanterie-Regiment „König Ferdinand der Bulgaren“
- 4. Kompanie: 23. Infanterie-Regiment „König Ferdinand der Bulgaren“ und Bayerische Maschinengewehr-Abteilung
- 5. Kompanie: 10. Infanterie-Regiment „König Ludwig“
- 6. Kompanie: 2. Jäger-Bataillon
- 7. Kompanie: 13. Infanterie-Regiment „Franz Joseph I., Kaiser von Österreich und Apostolischer König von Ungarn“
- 8. Kompanie: 15. Infanterie-Regiment „König Friedrich August von Sachsen“
- 9. und 12. Kompanie: 16. Infanterie-Regiment „Großherzog Ferdinand von Toskana“
- 10. und 11. Kompanie: 22. Infanterie-Regiment „Fürst Wilhelm von Hohenzollern“
- Ausbildungs-Bataillon: 6. Infanterie-Regiment „Kaiser Wilhelm, König von Preußen“